# Похорон
По́хорон — сукупність обрядів, пов'язаних із проводами і похованням тіла померлого. Поминальні і поховальні обряди виконуються з метою вшанування покійника і, залежно від різних культурних та релігійних груп, відбуваються у формі святкування чи трауру.

## Спосіб поховання
Залежно від культурних традицій, обряд похорону включає руйнацію тіла (зокрема кремацію) або його збереження (муміфікацію, інгумацію, бальзамування). Сьогодні альтернативними способами поховання є екопоховання і біокремація.

### Інгумація
Інгумація — (трупопокладення, поховання) передбачає розміщення тіла померлого в труну і захоронення його в могилу чи склеп. Існує «витягнуте» поховання (природнє розміщення тіла в труні), «скорчене» (із зігнутими ногами покійника) і «сидяче». За давніми християнськими традиціями на могилу насипали кургани. На противагу інгумації, існує також ексгумація — процес вилучення тіла померлого із землі, що зазвичай передувало перепохованню (переміщенню тіла в інше місце).
«Атипові» поховання
- лицем униз
- у скорченому стані
- труп присипається камінням
- обезголовлення

Поховання померлого передбачає збереження його тіла для загробного світу, з чим пов'язані вірування в душу і потойбічне життя. Для того, щоб забезпечити покійнику продовження життя на іншому світі, до труни з тілом клали різні речі, якими померлий користувався за життя (зокрема зброю, знаряддя праці, прикраси, їжу тощо).

### Кремація
Кремація — спалювання тіла померлого з метою подальшого поховання (зокрема у похоронній урні або розвіювання праху). У давнину покійників кремували на вогнищі. Для здійснення кремації в сучасному світі служать крематорії.

## Похорон у різних країнах

### Україна
Серед найдавніших типів поховальних обрядів українців є трупоспалення (кремація) поза місцем поховання (насипами-могильниками) і трупоспалення на місці поховання, до яких з поширенням християнства додалось також поховання людини у могильній ямі (інгумація). Починаючи з ХІ і до XV ст., кремацію покійників поступово витісняла інгумація, зокрема поховання з кам'яними подушками (з каменем під головою померлого), підплитові поховання, поховання в ямах, ґрунтові ямні поховання у кам'яних колах, кам'яні курганні насипи з ямними захороненнями, поховання в кам'яних костницях. Наявність багатьох типів поховань свідчила про перехідний етап від язичництва до християнства.
В українській християнській традиції поховальна обрядовість містить три етапи: передпоховальний, поховальний і післяпоховальний обряд.

#### Передпоховальний етап
В православній традиції похорон зазвичай відбувається на третій день після смерті. Люди, що мали нести хоругви, чекали на подвір'ї. До них виходив господар, або господиня, і давали кожному по калачеві і по свічці; називалися ці люди хрестарі. Якщо покійний був парубок, або дівчина, то давали їм ще й по гарній хустці — «бо то послідні бояри». Хустку прив'язували на грудях до одягу (Етн. Зб. НТШ. XXXII, 312). На Волині, якщо ховали дівчину, обдаровували всіх присутніх шишками й биндами, а якщо парубка, то шишками й хустками (Беньковський в К. Ст. 1896. IX 249—56). В обох випадках клали на віко коровай, а потім на кладовищі той коровай роздавали шматочками присутнім перед тим ще, як тіло клали до ями (там же ст 256). Васильєв теж писав: "Коли ховають дівчину, то їй розчісують коси і надівають на чоло стрічки, квітчають голову квітами і з правого боку пришивають вінок. Роблять також гильце з сосни і обквітчують його квітками з калини, барвінку, жита, проса і ячменю, і ставлять на столі. Як ховають дівчину в яму кидають туди й гильце. До хреста прив'язують рушник, а хоругви перев'язують хустками. Домовину несуть четверо дівчат, а дві дівчини несуть віко. Їм перев'язують руки стрічками, тільки червоними. На тім світі — «Господь їй золотий віночок на голову покладе, і весілля вона таки не мине, вона собі там вибере…» (К. Ст. 1889 V, 635—37).
На Снятинщині, як ховали дівчину, за труною йшов один парубок, убраний «як під вінок», «це князь, а боками коло домовими ідуть дві дружки» (Етн. Зб. НТШ. XXXII, 333). І на Волині парубків на похороні неодружених звали боярами, а дівчат дружками. Якщо ховали парубка, то труну й віко несли парубки. Коли виносили покійника з хати, подекуди обсипали труну тим зерном, що вимолочено з різдвяного Діда — Подекуди тим зерном обсипали також усю хату зовні і всередині. Кидали ті зерна також на жар і обкурювали тим хату. Виносячи, грюкали труною тричі об поріг — то покійник прощався з хатою. У багатьох місцевостях казали, що до того моменту небіжчик усе чув що робилося навкруги нього, але вже потім того не чув нічого (Етн. 36. НТШ. XXXII, 206). На Київщині пояснювали, що грюкання труни об поріг робилося для того, — «щоб смерть не верталася». (К. Ст. 1889, V, 635)). На Уманщині поріг той, що з ним покійник прощався, пізніше обстругували, певно для того, щоб він не міг його пізнати.
Коли тіло було вже винесене з хати, зараз же зачиняли за ним двері, і їх доти не можна було відчиняти, аж поки поховальний похід не зникав із поля зору: інакше ще хтось із родини міг померти. На Київщині в багатьох місцевостях, не тільки зачиняли двері і ворота, але й обв'язували ворота червоним поясом — «щоб господарство не втікло» (К. Ст. 1889, V, 636). На Снятинщині — «як винесуть домовину на дорогу, хтось із учасників припре на хвилю ворота, задержуючи частину учасників на обістю. Це робиться для того, щоб ніби не всі пішли за ним, не всі люди вмерли…» (Етн. Зб. НТШ. XXXII, 332)
Як уже трохи відійшли від хати, хтось чужий замітав її. Свойому, хатньому не годиться замітати — «бо би не видівся з покійником на тім світі». Потім палили солому від ліжка і стружки від труни. «Дивляться, куди дим несе: як на хату, то знову буде мерлець, як від хати, то не буде» (там же 312). На Горличчині солому з постелі, де лежав і помер хворий, давали під худобу, а околіт, на якім лежав мертвий, палили, або робили з нього сніпки і вшивали до стріхи, щоб буря не дерла даху (там же, 206). Тут, коли виносили вже тіло з хати, клали на стіл хліб, а родина обходила йото тричі; під стіл забивали зуб із борони, щоб люди не мерли. Попід пороги сипали зерно, а на Лемківщині овес, щоб те збіжжя ніколи не лишало господарства. Все відчиняли — комори, стайні, сусіки, скрині, — «щоб часом душа, де не задержалася і довго на цім світі не покутувала…» (там же, 207). На Надвірнянщині, як тільки виносили домовину на подвір'я, хтось із родичів виганяв усіх із хати і, залишившись сам, брав горщик, що стояв увесь час в головах покійного, кидав з усієї сили де порога і вигукував: «За всі голови!» Потім перескакував за поріг, уважаючи, щоб не стати на який черенок (там же, 246). Подекуди, нагомість, у лаву, в кінець голови, забивали цвях щоб не було більше мертвих. При цьому замовляли: «Забиваю туй, аби стояв туй за всі голови, доки туй будеш, аби нікому з нас, хрещеним, не шкодило» (там же, 249). Розбивали також люльку покійного — «бо могла б із неї біда вночі курити» (там само). Труну несли на руках, якщо відстань була короткою. На Снятинщині пояснювали: «Як везуть, то душа має ще рік пасти ту худобу, що везла її тіло» (там само).
Порядок походу був такий: хрест, віко, хоругви, хор, священик, домовина, близькі родичі, дальші родичі і чужі. В Галичині, була поширена заборона йти за першою дитиною: «За мерцем можуть іти усі родичі лиш мати за першою дитиною не йде і плакати їй тоді не можна, бо би на тім світі дитина в сльозах утопилася» (там же, 229). Або «Першу дитину мама не виряджає до гробу, бо каже: виряджу всі діти, скоро першу виряджу» (там же, 333). Так само й на Чернігівщині: «За труною першої дитини, щоб не вмирали другі діти, мати на гробовище не йде, а проводить труну тільки до воріт» (там же, 396).
В с. Лебедині на Київщині збереглося вірування, що, коли йде похорон, не можна виглядати з вікна: «Бо як візьметься за щонебудь у себе, зараз і почне рости ґуля, кістка…» (К. Ст. 1889, У, 635). Тут же казали, що «не можна обганяти похорон» (там само). А якщо весільний похід зустріне похорон, то «вже життя не буде» (К, Ст. 1890, УШ, 318). На Ізюмщині вірили, що коли б хто перейшов дорогу похоронові його тіло вкрилося б чиряками, які можна випалити хіба розпеченим залізом (там само). Те саме й на Білгородщині: «Хто мерцеві перейде дорогу, у того на лиці виросте наріст, який називають КІСТЬ. Також гріх і на коневі їхати впоперек дороги мерцеві, бо однаково так не пройде. Якщо у чоловіка наріст не виросте, то нападуть нарости на коня. Щоб збавитися від наросту, треба попросити ложку в тій хаті, де був недавно покійник. Ложку треба випросити ту саму, якою їв покійник, і потім цею ложкою чавити щодня той наріст чи ґулю. Через декілька днів, не більше, як дванадцять, наріст проходе…» (Етн.. 36. НТІІІ. ХХХП, 413). Розуміється, це звичайнісінький забобон.
По дорозі з дому до церкви поховальний похід стає кілька разів, і священик відчитує Євангелиє, але «перед мостом і на мості не вільно провожати тіло, то значить ставати і відправляти молебні, лиш за мостом» (там же, 351. Бувокина). Про деякі відміни в похороні на Буковині, див. Паус, Помана, Поменник, Сточок.
У церкві домовину ставлять посередині, а на неї ставили (на Снятинщині) хліб, овочі й коливо. По Службі Божій, прощалися з покійним. Хліб, скатерть і овочі залишалися священикові. Коливо (варену пшеницю) забирали додому (Етн. Зб. XXXII, 315). У с. Кардові тієї ж Снятинщини на домовину в церкві ставили миску з дорою і горнятко з свяченою водою та кропилом — галузкою васильку. Тією водою кропили труну. Виправивши парастас, «підносить священик із дяком хліби вгору і, коливаючи ними, співають також: це — КУПНА МОЛИТВА. З церкви відпроваджує тіло на цвинтар тільки хрест, хоругви залишаються вже в церкві» (там само, 333).

#### Поховальний етап
Коли приносили домовину до ями, ставили її на марах біля неї, і священик зараз же починав служити панахиду. За описом із Білгородщини, він дає мертвому в руки лист із молитвою, себто отпущеніє гріхів дається мертвому. Без цього листа св. Петро не прийме в рай. Інші люди думають, що цей лист служить за паспорт. У кого є такий лист, св. Петро зразу побачить, що він православний християнин. Після цього піп примушує всіх прощатися з покійним, тут співають «Посліднє цілування». Всі по черзі підходять до покійника і цілують його, прощаючись з ним. Хто цілує в щоку, хто в руку, інші в губи, якщо він родич, або був кому гарний приятель. Хто з мертвим не попрощається, тому великий гріх. Хто з покійним не попрощався, то тому мерлець не дасть спокою: до 40 день щоночі буде снитися і ганятися за ним із палицею… Коли всі попрощаються з покійником, тоді піп починає печатати і придавать землі. Тут він навхрест посипає землею на віко домовини і читає «Господня земля і ісполненіе. Після цього грабарі прибивають віко до домовини наглухо дерев'яними кілками» (там само. 413—14).
Коли домовину заб'ють, спускають її в яму: спускають на полотні, а в кого нема полотна, то на мотузках, бо хто спускає на полотні, то вже те полотно має залишитися на користь церкви. Священик перший кидає землю тричі по жмені, а потім і присутні теж кожний по три жмені, а далі самі вже копачі закидають лопатами і ставлять хрест (там же. 414). На Снятинщині священик, печатаючи гріб, виливає до ями рештку води з горнятка, що стояло на домовині, та висипає з кадильниці попіл. Тут теж кожний з присутніх кидає грудку землі в яму — «це послідня прислуга, що ще послужив йому, що його прикрив». Проте, «не вільно кидати грудки чоловікові по жінці, а жінці по чоловікові». І на Буковині кажуть, що тільки чужі кидають грудку землі в яму, а родичі стримуються (Зап. ЮЗОтд. П, Зл2). Те саме на Надвірнянщині: «Своєму не можна кидати, лиш прийшлі кидають по грудці на знак, що і я був на погребі…» (Етн. Зб. НТШ, XXX "', 247).
«Декотрі із родичів, — записував Тарасевський на Білгородчині, — кидають в могилу гроші. Це для того, щоб покійникові на тому світі було чим відкупитися, як не будуть пускати в рай так, щоб було чим підмогоричити сторожу» (там же. 414). Але в цьому звичаї кидати в яму гроші, що про нього згадує й Чубинський (ІУ, 710), пояснюючи, що гроші даються «за місце», треба, вбачати пережиток давнього греко-римського звичаю класти покійникові в зуби, чи на чоло, монету Харонові за перевіз через Стікс. Кладуть у нас покійника в яму «лицем на схід сонця, себто на схід ногами, а головою на захід, так що, коли він встане перед страшним судом, то буде дивитися на схід сонця, відкіля буде йти Спаситель світу.» На могильці ставили (на Снятинщині) черепок із ладаном і запалювали його — «щоб горів тут усю першу ніч. щоб разом із ладановим димом унеслася на небеса душа до Бога» (Етн Зб. НТШ, ХХХХІІ. 313).
Повернувшись із похорону додому, якщо від покійника йшов «дух тяжкий», скидали одежу на дворі і, в усякому разі, ввійшовши до хати, треба було «схопитися за комин, чи грубу» (К. Ст. 1889. У. 635—37). У цьому акті дуже яскраво виступає очисна роль печі, освяченої «святим вогнем». Якщо хто з родичів дуже побивався за покійним, йому сипали землі з могилки за комір — «щоб не було досади, щоб швидше забути» (там же, 1890, УІП. 318—21). Див. ЗЕМЛЯ МОГИЛЬНА. Якщо тіло відвозили на кладовище, а не несли на руках, то візник, повертаючись додому, не сідав на воза, а йшов біля нього «Сідати на воза не можна, бо щось би сталось». «Коли ж той віз привезуть на подвір'я перевертають його догори колесами, щоб на обійсті відвернулося зле, привернулося все добре». (Етн Зб. НТШ. XXXII, 206).
Коли покійного привозили додому обов'язково завішували всі дзеркала. Відкривали ворота. Завважено, що іноді покійника не виносили звичайним шляхом через двері, чи ворота, а, проробляли для поховального виносу спеціальний вихід. Васильєв в кінці минулого століття записував: «Під Ромном труну не проносять через ворота, а передають через тин, — значений цього не відоме» (К. Ст. 1889, У. 635—36). Історично встановлено, що тіло Володимира Великого було винесено не через двері, а через пролом у стіні. Сучасна етнологія встановила, що звичай виносу тіла покійника не звичайним шляхом був поширений мало не в усьому світі. В Європі він існував у давніх скандинавів, де «покійника не можна було проносити через двері, через які входили й виходили живі люди, для виносу покійника робили пролом у стіш за головою покійника, або прокопували дірку під південною стіною, через яку й витягали покійника. Але тепер, зазначає Вейнгольд, цей звичай служить символом ганьби і вживається для трупів, що вважаються за нечисті У давні ж часи, коли кожний покійник викликав страх, один і той самий звичай вживався для всіх.» («Альт-нордіше Леоон» Берлін. 1856, 476). Як символ ганьби, витягання тіла через зроблений в стіні пролом було пристосоване до Бориса Годунова, проголошеного чарівником. Його тіло витягли з гробу в Архангельському соборі і викинули через пролом у стіні. Народ думає, що покійник, може повернутися тим шляхом, яким його винесено, отже, щоб не міг він повернутися дверима, робили пролом у стіні, який пізніше замуровували. Багато прикладів цього звичаю зібрав свого часу Анучін у розвідці «Сани, ладья і коні, як приналежності поховального обряду» в московських «Древностях» т. ХІУ, ст. 99—95.
Традиційними є обмивання і одягання тіла покійного, а також канони щодо хреста, савана і ікони. При відспівуванні в церкві біля труни збираються всі родичі і близькі, вони тримають в руках свічки в знак їх світлій пам'яті про померлого.

#### Післяпоховальний етап
В Україні поширена традиція відзначати смерть померлого через певні проміжки часу. В східнослов'янських віруваннях «остаточно померлою людина вважається через 3, 5, 7 чи 9 років після поховання (…)». 